# CV-401
La CV-401, más conocida como carretera de Alfafar a El Saler, perteneciente a la Diputación de Valencia. La carretera enlaza con la CV-500 que es una carretera que une los municipios de Valencia y Sueca por el Bosque mediterráneo y en sí El Perelló y El Perellonet. La CV-401 técnicamente conecta Alfafar con El Saler, pero realmente empieza en Sedaví, dado que empieza en la autovía V-31.

## Nomenclatura

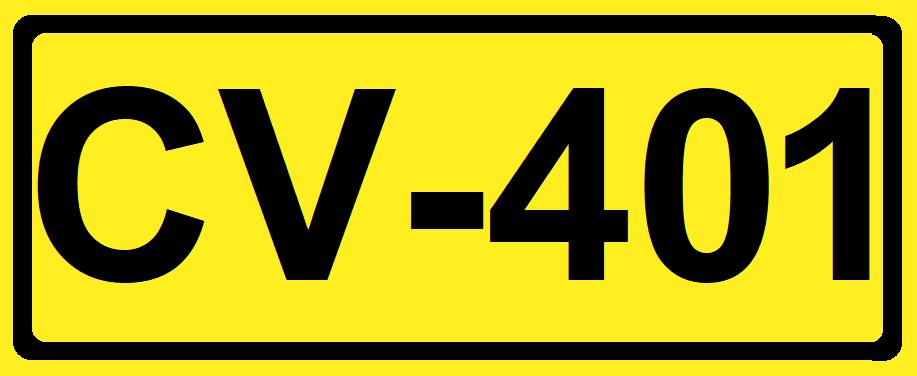
Indicador

La CV-401 pertenece a la red de carreteras de la Diputación de Valencia, que atraviesa el campo de Sedaví y Valencia (zona sur). La CV se debe a que es una carretera de la Comunidad Valenciana y el 401 se refiere al número en el  orden de las carreteras.

## Historia
Esta carretera fue construida a raíz de la obra de asfaltar el antiguo camino de tierra existente, posteriormente fue mejorada y enlazada con la CV-500. Actualmente es una forma alternativa de acceder al Saler sin necesidad de usar la autovía

## Trazado
La CV-401 inicia su recorrido en la salida 11 de la V-31 enlazando con la CV-407 a la altura de Sedaví. Atraviesa la huerta y finaliza su recorrido en el kilómetro 7 de la CV-500.
- Datos: Q38800775